# سوسنسکیی
شهر سوسنسکی (به روسی: Сосенский) در کشور روسیه و در اوبلاست کالوگا واقع شده‌است.